# Eristik
Eristik (från antikens grekiska ἐριστικὴ, eristiké. Kopplat till Eris, tvistens och osämjans gudinna) är en underkategori inom retoriken där en retor har som avsikt att vinna oavsett vad som är sant eller inte. Eristiska handlingsplaner involverar ofta fallasier och ibland moraliskt tveksamma tillvägagångssätt.
Retoriker kritiseras ofta av filosofer då man har för avsikt att göra "det starkaste argumentet till det svagaste och det svagaste till det starkaste", istället för att hitta sanningar. Eristiken har därför setts som retorikens svarta får och har inte fått en central plats inom retoriken. Det mest framträdande verket om eristik skrevs på frisk och lättillgänglig prosa av Arthur Schopenhauer på 1800-talet där han framställde sina egna teorier om eristiken och lyfte 38 tekniker man kan använda sig av. Schopenhauer baserar mycket av sina teorier på Aristoteles retoriska teorier.
"Det handlar ju inte om sanningen, utan om segern" - Schopenhauer

## Schopenhauers teori
Enligt Schopenhauer innebär eristisk argumentation konsten att debattera på ett sätt så att man alltid får rätt eller per fas et nefas (med såväl rätta som orätta medel). Det finns en underbyggande tanke om att människan i grund och botten ljuger och är fåfäng. Att man prioriterar sitt anseende och sina principer över verklig sanning. Man är ursäktad att hålla ett faktum som sant trots att det skulle vara falskt, eller vice versa, eftersom om man direkt låter sig övertygas, men att det i sin tur skulle visa sig vara fel, har vi gjort lika mycket fel som om man hade tagit fel på sanningen från första början.
Schopenhauer framställer att det finns två modus och två tillvägagångssätt för att vederlägga en tes som har framställts.
- Modus: (1) ad rem, i relation till saken, och (2) ad hominem, i relation till människan man argumenterar med eller vad denne har accepterat.
- Tillvägagångssätt: (1) direkt vederläggning, och (2) indirekt vederläggning.

Direkt vederläggning delas upp i, (a) grunderna som motståndaren baserar sin argumentation på är falska, eller (b) att man går med på grunderna men att tesen inte följer av grunderna. 
Indirekt vederläggningen delas också in i (a) apagoge, att man antar att satsen är sann men påvisar att följderna av den i förbindelse med en annan sats, som redan är vedertaget sann, inte är kompatibla, eller (b) exemplum in contrarium, att man visar på exempel som undertecknas av satsen men som inte gäller.
Dessa modus och tillvägagångssätt används i Schopenhauers 38 tekniker för att få rätt.

## 38 tekniker för att få rätt
Dessa 38 tekniker framställs så som Schopenhauer håller fram dem
1. Utsträckning, att dra ut på ett resonemang utöver dess naturliga gräns.
2. Homonymer, att utvidga ett resonemang över sådant som är i kontrast med tesen med hjälp av ord som täcker flera ting.
3. Generaliseringar.
4. Överrumpling, att sprida ut premisserna under ett samtal och sedan dra slutsatsen utan att motståndaren märker.
5. Falska översatser, av att det som följer påvisas vara falskt.
6. Gömda cirkelargument.
7. Genom Retoriska frågor, och dränka din motståndare i ord och använda motståndarens eget medgivande mot denne.
8. Förarga din motståndare, så att denne gör dåliga val.
9. Omkasta de ställda frågorna, och förvirra på så sätt.
10. Bruka förnekaren, fråga efter existerande motargument eller tvinga fram ett val.
11. Få enskilda fall att verka vara universalier.
12. Välj rätt metaforer, som får din sak att stå i god dager.
13. Kom överens om att neka motsatsen.
14. Kalla dig själv en vinnare, även om dina svar inte varit utförliga nog.
15. Ad absurdum, bygg in en tes i ett självmotsägande resonemang eller enbart hävda att ditt inte är det.
16. Argumentera Ad Hominem, använd motståndarens karaktär eller vad denne har gjort tidigare.
17. Påvisa distinktion, om man blir attackerad i sakfråga förklara att det är skillnad på vad som sagts och vad som attackerades.
18. Avbryt och led om ett resonemang som skulle varit starkt mot dig.
19. Generalisera frågan och sedan attackera den.
20. Dra egna slutsatser, istället för att tvinga motståndaren att förklara.
21. Möt motståndet med ett lika skenbart dåligt argument, och därmed visa hur svagt det är.
22. Petitio principii, kalla argumentet för ett cirkelargument.
23. Tvinga fram en överdrift.
24. Framställ falska syllogismer.
25. Hitta ett motexempel.
26. Vänd på argumentet.
27. Mata funnen ilska, så att fler misstag görs.
28. Övertyga publiken, inte motståndaren
29. Vilseled, få konversationen in på ett annat spår.
30. Hänvisa till auktoriteter.
31. Förklara att ge förnuftigt svar är omöjligt.
32. Kategorisera tesen som något illa.
33. Det funkar i teorin men inte i verkligheten.
34. Återanvänd svaga punkter.
35. Viljan är starkare än insikter.
36. Förbrylla motståndet med mycket ord.
37. Bristande bevisning får en sann tes att verka falsk.
38. Smutskasta och reta motståndet.